# Исин-дэнсин
Исин-дэнсин (яп. 以心伝心 Ishin-denshin) — идиома, обычно используемая в культурах Восточной Азии, таких как Япония, Корея, Китай, что означает форму межличностного общения посредством негласного взаимопонимания. Кандзи (китайские иероглифы) этого четырёхсимвольного соединения (или ёдзидзюкуго) буквально переводится как «подобные умы, (являются) общающимися умами». Иногда переводится на европейские языки как «телепатия» или «симпатия», ishin-denshin (и-шим-чон-шим, i-shim-chon-shim {이심전심} по-корейски), также обычно переводится как «откровенное общение» или «молчаливое понимание».
Безмолвное понимание признано универсальным человеческим феноменом; однако некоторые японцы считают это уникальной чертой японской культуры. В то время как японское понятие харагеи обозначает преднамеренную форму невербального общения, исин-дэнсин относится к пассивной форме общего понимания. Исин-дэнсин традиционно воспринимается японцами как искреннее, безмолвное общение через сердце или живот (т.е. символически изнутри, учи), в отличие от открытого общения через лицо и рот (снаружи, сото), которое рассматривается как более восприимчивое к неискренности. Появление этой концепции в Японии (через Китай) связано с традициями дзен-буддизма, где термин исин-дэнсин относится к прямой передаче дхармы. Традиция дзен-буддизма, в свою очередь, черпает концепцию исин-дэнсин из первой передачи дхармы между Гаутамой Буддой и Махакашьяпой в Цветочной проповеди.
Исин-дэнсин, или невербальное общение, продолжает влиять на аспекты современной японской культуры и этики, начиная от деловой практики и заканчивая уходом за пожилыми людьми.